# 미국 카르파도-러시아 정교회 교구

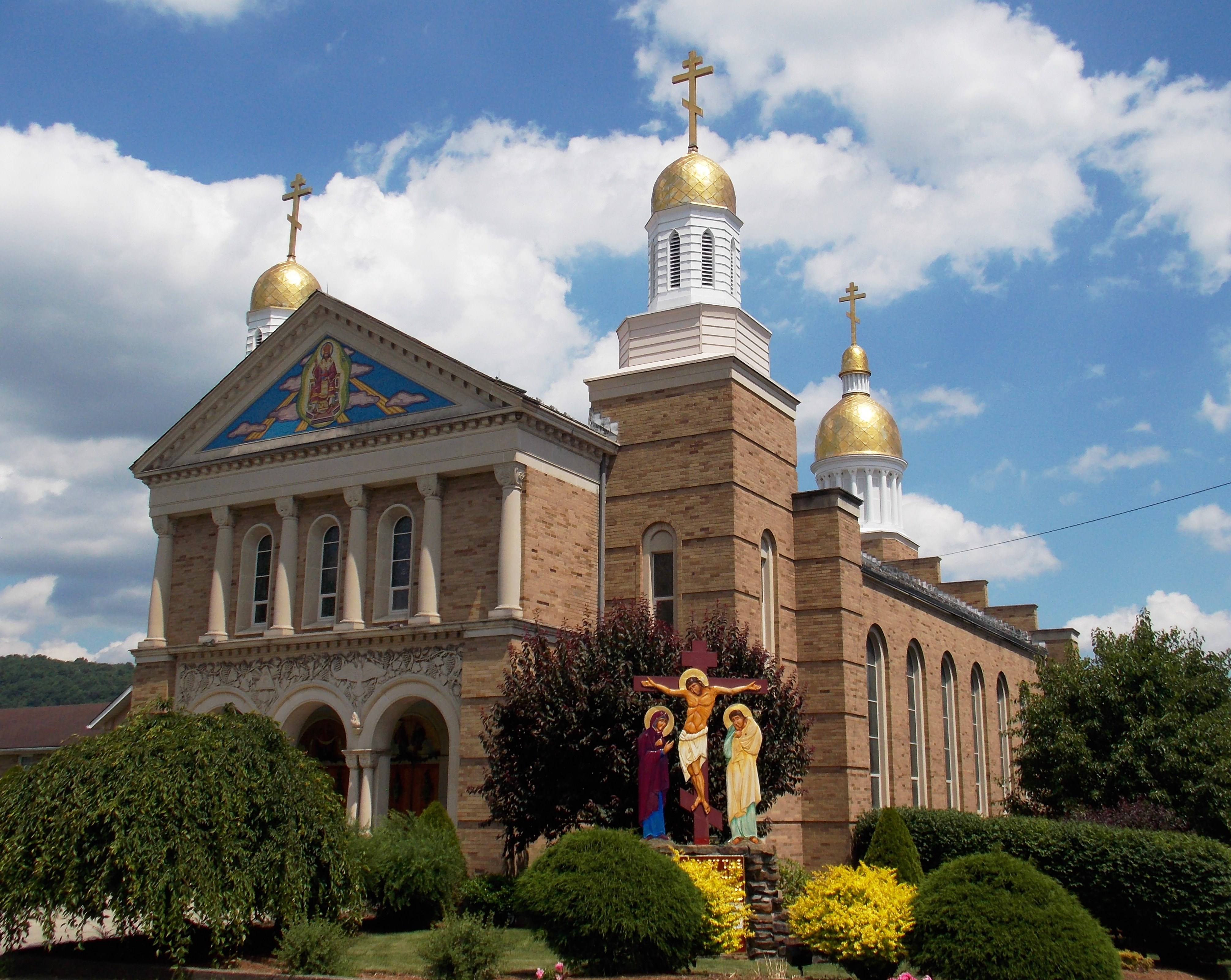

미국 카르파도-러시아 정교회 교구(American Carpatho-Russian Orthodox Diocese)는 미국과 캐나다에 78개의 교회를 보유한 콘스탄티노폴리스 세계총대주교의 교구다. 교구는 총대주교에게 직속되어 있지만, 미국 그리스 정교회 관구 대교구 대주교의 영적 감독하에 있다. 당 교구는 니콜라스 스미스코(1936-2011) 대주교가 지도하였다. 현재의 지도자는 2012년 11월 27일에 지명된 그레고리 타티스이다.

## 현황
2006년 미국 카르파도-러시아 정교회 교구는 78개의 교회에 1만4372명의 신도를 보유하고 있으며 5개의 기도소를 보유하고 있다. 이 외에도 당 교구는 펜실베이니아주 존스타운에서 구세주 그리스도 신학교를 운영하고 있다. 교회의 대부분은 미국 동부의 13개 주에 소재하고 있으며, 거의 절반은 펜실베이니아에 위치하고 있으며, 2개의 교회와 2개의 기도소는 온타리오에 있다.

## 같이 보기
- 콘스탄티노폴리스 세계총대주교청
- 미국 그리스 정교회 관구 대교구